# Leptictidium sigei
Leptictidium sigei és una espècie de mamífers extints del gènere Leptictidium.
Fou descrita per Christian Mathis l'any 1989. És una de les espècies trobades al jaciment de Robiac (França) i té un aspecte més primitiu que el de L. nasutum. És coneguda principalment per dents aïllades. Té una p4 amb un paracònid molt reduït, així com un entocònid i un hipoconúlid ben diferents de les m1 i m2. L'espècie està dedicada a Bernard Sigé, paleontòleg francès.
Fins ara només se n'han trobat dents, que indiquen que es tractava d'una espècie de mida petita. En contrast amb L. auderiense, el paracònid de L. sigei era bastant petit. El mesostil típic del gènere solia ser petit o fins i tot estar absent, però en alguns casos podia haver-hi mesostils ben desenvolupats sense arribar a la gran mida dels de L. tobieni. L'entocònid i hipoconúlid són ben distints a les molars m1 i m2. L'm2 també té un talònid lleugerament més ample que l'm3.
El fet que l'espècie només es conegui a partir de dents aïllades no fou un problema perquè Mathis descrigués l'espècie, car els jaciments en què s'han trobat exemplars de L. sigei no han produït fòssils de cap altre insectívor primitiu de mida similar. A més a més, les restes que s'han trobat de L. sigei són prou semblants als de L. nasutum, una de les espècies trobades al jaciment de Messel, per classificar amb certesa L. sigei en el gènere Leptictidium.
A la seva obra Quelques insectivores primitifs nouveaux de l'Eocène supérieur du sud de la France, Mathis descrigué per primera vegada una molar superior d'una espècie del gènere Leptictidium. La dent en qüestió, una M3 de L. sigei, és relativament estreta, és triangular des de la vista oclusiva i té una vora labial abrupta i gairebé rectilínia.
Pseudorhyncocyon cayluxi és un sinònim d'aquesta espècie.